# کوه‌نگین
کوه‌نگین (نام علمی: Lampornis) نام یک سرده از زیرخانواده مگس‌مرغیان است.